# Flyvestation Værløse
Flyvestation Værløse er en tidligere militær flyvestation i Værløse. Den blev oprettet som følge af Forsvarsforliget 1909 i årene 1910-12 som en teltlejr for rekrutter fra Hæren. Det var dog først i perioden 1934 til krigens udbrud i 1940, at lejren blev udbygget til en flyveplads.
9. april 1940 kl. 5:25 blev Værløselejren, der på det tidspunkt husede Københavns luftforsvar, angrebet af en eskadrille tyske Messerschmitt Bf 110 langdistancejagere. I løbet af ca. tre kvarter og fem angrebsbølger blev mere end 90 % af lejrens fly, der stod klar til afgang, ødelagt. Et dansk rekognosceringsfly der netop var på vej i luften blev skudt ned. Løjtnant Vilhelm Godtfredsen og sekondløjtnant Gustav F. Brodersen omkom. Under besættelsen overtog det tyske Luftwaffe lejren. 
Flyvestation Værløse blev i løbet af 1950’erne base for to af Flyvevåbnets eskadriller:
- Transporteskadrillen (Eskadrille 721), som udførte transportflyvning for Forsvarets militære enheder og private hjælpeorganisationer, VIP-flyvning for kongehuset og regeringen, opgaver på Grønland, miljøovervågning mv.
- Redningseskadrillen (Eskadrille 722), som udførte eftersøgnings- og redningsopgaver (SAR-operationer).
- I 1962 modtog Søværnet de første helikoptere af typen Alouette III, beregnet til anvendelse i fiskeriovervågning og redningstjeneste om bord i de nybyggede inspektionsskibe af Hvidbjørnen-klassen. Anskaffelsen af helikoptere betød, at Søværnets Flyvetjeneste oprettedes som en del af Flyvevåbnets Eskadrille 722.
- 29. april 1977 blev Søværnets Flyvetjeneste (SVF) udskilt fra Flyvevåbnet og oprettet som en særskilt enhed under Søværnets operative Kommando.

Søndag den 12. Juni 1994 blev Flyvestation Værløses 60-års jubilæum fejret med "Flyvevåbnets Åbent Hus".   

I 2002 var der sidste gang arrangeret åbent hus. Man skrev herom: 
| Citat | Det lå os på Flyvestation Værløse meget på sinde at give offentligheden en stor oplevelse af vores virke og kunnen på flyvestationen som afslutning på 68 års virke som operativ flyvestation. | Citat |
|       | |       |

Den 1. april 2004 blev store dele af flyvestationens aktiviteter flyttet til flyvestationerne 
Karup, Aalborg samt Skalstrup, og en æra i dansk militær flyvning var slut. Da Flyvestation Værløse længe havde huset en officiel vejrstation, og fortsat gjorde det, blev Flyvestation Værløse nu af nogle kaldt Vejrstation Flyveløse.
Som en del af et forsvarsforlig blev flyvestationen nedlagt – og området sat til salg. Men i første omgang brød forhandlingerne om salg til Værløse Kommune sammen. I stedet blev en stor del af området udbudt i offentlig licitation med sidste frist 21. oktober 2004. Kuben Byg A/S vandt snævert blandt seks bud og sikrede sig de 94 hektar jord med et bud på 178,6 mio. kr., hvortil kom, at Kuben var forpligtet til at bidrage til miljøoprensning af forurenet jord med et "ikke ubetydeligt beløb". 
Tilbage på området var i 2005 Flyvematerielkommandoen (FMK), Hovedværksted Værløse (HVKVÆR) og Flyvevåbnets Specialskole (FLSP). 
I løbet af 2005-08 lagdes FMK sammen med Søværnets Materielkommando (SMK) og Hærens Materielkommando (HMAK) til Forsvarets Materieltjeneste (FMT), der har til huse på Lautrupbjerg i Ballerup. FLSP lagdes sammen med Flyvevåbnets Førings- Operationsstøtteskole (FFOS) i Karup i 2007-08, og på Hovedværksted Værløse blev en del værksteder flyttet til andre steder i landet, mens resten nedlagdes. 
I maj 2005 indgik indenrigsminister Lars Løkke Rasmussen en aftale med Værløse Kommune og Farum Kommune om overdragelse af flyvestationen til den nye Furesø Kommune. Forsvarsministeriet har internt værdisat området til 25 mio. kr.
I marts 2007 blev det besluttet at frede Flyvestation Værløse, men efter indsigelser blev fredningen  23. juni 2009 ophævet af Naturklagenævnet, der mente at naturinteresserne omkring området var tilgodeset i andre sammenhænge.

## Flyvestation Værløse i dag
Den sydvestlige del huser i dag FilmStationen, hvor hangar 6 og 7 er blevet til henholdsvis studie 6 og 7. Derudover har resten af den tidligere flyvestation været brugt til udendørsoptagelser, bl.a. til filmen Hvidsten Gruppen (2012).
I juni 2016 åbnede Nationalmuseet for Tøjhusmuseets magasiner med militære køretøjer og genstande fra den kolde krig i Hangar 46 på Flyvestation Værløse. 
I Hangar 2 har foreningen Værløse Flyhistoriske Hangar siden 2018 etableret og drevet en udstilling af en række af Flyvevåbnets fly og andre effekter og derudover har DAFARO (Danish Airbase Fire And Rescue Organisations) til huse på flyvestationens område.